# Bījār Bāgh
Bījār Bāgh (persiska: بیجار باغ) är en ort i Iran.   Den ligger i provinsen Gilan, i den norra delen av landet, 200 km nordväst om huvudstaden Teheran. Bījār Bāgh ligger 93 meter över havet och antalet invånare är 336.
Terrängen runt Bījār Bāgh är kuperad åt sydost, men åt nordväst är den platt. Terrängen runt Bījār Bāgh sluttar norrut. Runt Bījār Bāgh är det mycket tätbefolkat, med 1 018 invånare per kvadratkilometer. Närmaste större samhälle är Lāhījān, 5,6 km nordväst om Bījār Bāgh. I omgivningarna runt Bījār Bāgh växer i huvudsak blandskog.